# Rebecca Cartwright

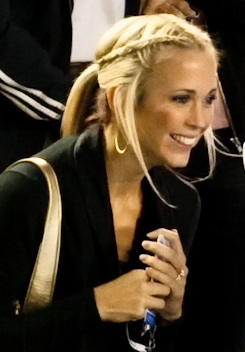
Rebecca Cartwright (2011)

Rebecca June „Bec“ Cartwright; verheiratete Hewitt (* 23. Juli 1983 in Sydney) ist eine australische Schauspielerin und Sängerin. In ihrer Heimat ist sie bekannt unter dem Namen Bec Cartwright. 
Sie spielte von 1999 bis zum Sommer 2005 in der Vorabendserie Home and Away die Rolle der Hayley Lawson. Die Musikcharts eroberte sie 2003 mit ihrem selbstbetitelten Debütalbum Bec Cartwright. Die Hitsingles „All Seats Taken“, „A Matter Of Time“ und „On The Borderline“ erreichten die Top 10. Im Jahre 2004 gewann sie dank jahrelangem Studium an der Sydneyer „School Of Performing Arts“ den australischen TV-Wettbewerb Dancing with the Stars.
Am 21. Juli 2005 heiratete sie in der Oper von Sydney den Tennisspieler Lleyton Hewitt. Inzwischen haben sie zusammen drei Kinder.
Rebecca Cartwright wurde auch schon vom Magazin FHM zu Australia’s Sexiest Woman Alive gewählt.